# Robert III., princ Capue
Robert III., princ Capue (1153. – prije 1166.) bio je kraljević Sicilije, sin kralja Vilima I. i njegove žene Margarete Navarske, preko koje je bio nećak kraljice Blanke Navarske i kralja Sanča VI. Navarskog.
Otac ga je učinio princem Capue vjerojatno nakon što je postao kralj Sicilije, ali je dječak umro te je sljedeći princ bio njegov brat Henrik.